# Raión de Kániv
Kániv (en ucraniano: Канівський район) es un raión o distrito de Ucrania en el óblast de Cherkasy. 
Comprende una superficie de 1281 km².
La capital es la ciudad de Kániv.

## Demografía
Según estimación 2010 contaba con una población total de 20870 habitantes.

## Otros datos
El código KOATUU es 7122000000. El código postal 19010 y el prefijo telefónico +380 4736.